# Грімсбі Таун
Футбольний клуб Грімсбі Таун (англ. Grimsby Town Football Club) — англійський футбольний клуб, розташований в приморському місті Клітхорпес, в Північно-Східному Лінкольнширі, Англія, виступає в лізі Національної Конференції. Вони були заснований у 1878 році як Грімсбі Пелгем, пізніше перейменований у Грімсбі Таун. Клуб домашні матчі проводить на стадіоні Бланделл Парк, починаючи з 1898 року.
Незважаючи на нинішнє положення клубу в англійському футболі, клуб є найуспішнішим з трьох професійних клубів ліги в історичному Лінкольнширі, бувши єдиним, що виступав у найвищому дивізіоні чемпіонату Англії. Грімсбі Таун також є єдиним клубом з трьох, що грав у півфіналі Кубка Англії (двічі). Він також провів більше часу в першому і другому дивізіонах англійської ліги, ніж будь-який інший клуб з Лінкольнширу.

## Історія
«Грімсбі Таун» був утворений в 1878 році. Тоді за спільним рішенням членів крикетного клубу було прийнято рішення створити футбольну команду, щоб зайняти чимось корисним свій зимовий час. Спочатку клуб називався «Грімсбі Пелхам». У 1880 році клуб зайняв стадіон «Клі Парк». У 1899 році переїхав на «Еббі Парк», перш ніж почав базуватися в «Бланделл Парку». Оригінальними кольорами команди були синій і білий. У 1988 році клуб зіграв свій перший матч, в новоутвореній лізі Комбінація. Через рік чемпіонат був розформований, а клуб подав заявку на вступ в головну лігу країни. Так чи інакше, заявка була відхилена. Замість цього, «Грімсбі Таун» став учасником Альянс Ліги.
У 1882 році він увійшов до ліги на повних правах, потрапивши в щойно створений другий дивізіон. Перший матч «Грімсбі Таун» провів проти «Норвіч Вікторії», здобувши перемогу з рахунком 2:1. На початку двадцятого століття клуб піднявся в елітний дивізіон, але через два роки знову повернувся в другий. Там він грав протягом десяти років. У 1910 році клуб потрапив в Мідланд Лігу. У першому ж сезоні клуб виграв чемпіонат, випередивши «Лінкольн Сіті». Незабаром клуб отримав статус професійного. Після Першої світової війни клуб потрапив у Третій Північний дивізіон. У 1929 році він повернувся в Перший дивізіон, де грав до 1939 року.
У сезоні 1934/35 «Грімсбі Таун» потрапив у вищий дивізіон чемпіонату Англії. 25 березня 1939 на матчі півфіналу Кубка Англії між «Вулверхемптоном» і «Грімсбі Тауном» були присутніми 76 962 глядачів. Це і досі є рекордом відвідуваності на «Олд Трафорд». Тоді «Грімсбі» програв з рахунком 0:5. У наступному році клуб знову дійшов до півфіналу Кубка Англії, але програв з мінімальним рахунком «Арсеналу». Після Другої світової війни «Грімсбі Таун» вилетів у другий дивізіон, і після цього в еліту англійського футболу ніколи не повертався. У 1968 році клуб опинився в четвертому дивізіоні і в результаті отримав статус аматорської команди. Так чи інакше, майже відразу він подав заявку на ліцензування і знову поміняв свій статус на професійний.
У 1979 році «Грімсбі Таун» піднявся у Третій дивізіон. У сезоні 1980/81 клуб зайняв в дивізіоні сьоме місце. «Грімсбі Таун» отримав завдяки цьому хороше фінансування, що дозволило зібрати сильний склад. Так чи інакше, в 1987 команда опустилася в нижчий дивізіон. До 1992 року команда зуміла пробратись в Перший дивізіон, хоч в Прем'єр-лігу так і не пройшла. Скоро клуб отримав власну юнацьку академію. З 1998 року «Грімсбі Таун» пішов по похилій і опинився в нижчих дивізіонах англійської футбольної системи. Він кілька разів повертався у Другій дивізіон, але в підсумку втрачав фінансування і ставав банкрутом. Зараз клуб грає у Національній Конференції.

## Цікаві факти
Після вильоту з Футбольної ліги у 2010 році клуб став четвертим клубом, що грали у всіх п'яти дивізіонах англійського футболу (після «Карлайл Юнайтед», «Оксфорд Юнайтед» та «Лутон Таун»).